# Johann Karl Schultz
Johann Karl Schultz (født 5. maj 1801 i Danzig, død 12. juni 1873 sammesteds) var en tysk maler og raderer.
Schultz studerede i sin fødebys kunstskole, i Berlin og til sidst hos teater- og arkitekturmaleren Quaglio i München. Efter et fireårigt ophold i Italien blev han efter sin hjemkomst professor og direktør ved kunstskolen i Danzig (1832). Af hans arkitekturbilleder fremhæves domkirken i Milano (Berlins Nationalgalleri), domkirken i Königsberg (museet sammesteds). Nok så kendt som Schultz' malerier er hans raderinger: de 54 blade Danzig und seine Bauwerke (1845—68) og en samling blade Tutti frutti (1869) med tyske og italienske arkitektoniske motiver.